# Cuthbert Daniel
Cuthbert Daniel (27 août 1904 - 8 août 1997) est un statisticien industriel américain.

## Biographie
Daniel est né à Williamsport, en Pennsylvanie. Il obtient un baccalauréat et une maîtrise en génie chimique du Massachusetts Institute of Technology, mais s'intéresse aux statistiques en lisant les méthodes statistiques pour les chercheurs de RA Fisher.
En 1955, il est élu membre de l'American Statistical Association. Daniel reçoit le RA Fisher Lectureship du Comité des présidents des sociétés statistiques en 1971, le Prix Samuel-Wilks de la Société américaine de statistique en 1974 et la médaille Shewhart de l'American Society for Quality en 1991.
Il est l'un des concepteurs du Facteur d'inflation de la variance.